# واسیلی لئونتیف
واسیلی لئونتیف (به انگلیسی: Wassily Leontief) (زاده ۵ اوت ۱۹۰۶ در مونیخ – درگذشته ۵ فوریه ۱۹۹۹ در نیویورک) اقتصاددان آمریکاییِ روس‌تبار بود که در سال ۱۹۷۳ به واسطه توسعه جدول داده-ستانده موفق به دریافت جایزه نوبل اقتصاد شد.
چهار تن از دانشجویان دکترای او (پل ساموئلسون ۱۹۷۰، رابرت سولو ۱۹۸۷، ورنون اسمیت ۲۰۰۲ و توماس شلینگ 2005) نیز موفق به دریافت این جایزه شده‌اند.